# Raphaël Lévy
Raphaël Lévy (geboren 1612 in Flévy/Chelaincourt; gestorben 17. Januar 1670 in Metz) war ein französischer Viehhändler, der aufgrund eines antijudaistischen Ritualmordvorwurfs auf dem Scheiterhaufen verbrannt wurde.

## Leben
Lévy war ein kleiner Viehhändler im lothringischen Boulay, der 1669 kurz vor Rosch ha-Schana nach Metz reiste, um dort für die Hohen Feiertage einen Schofar zu erwerben. Dort wurde er festgenommen, da auf der Straße zwischen Boulay und Metz der dreijährige christliche Didier Le Moyne verschwunden war und man Levy des Ritualmordes an dem Kind bezichtigte. In einem voll antisemitischem Hass geführten Verfahren wurde Lévy angeklagt, dieser beteuerte jedoch trotz Folter seine Unschuld. Sein Verteidiger Meyer Schwabe, einer der Ältesten der Gemeinde zu Metz, wurde selbst mit konstruierten Vorwürfen der Verspottung Jesu am Karfreitag überzogen. Obwohl die Vorwürfe gegen Schwabe und Lévy immer bizarrer und widersprüchlicher wurden, verurteilte man beide zum Tode. Der königliche Intendant von Metz konnte jedoch durch sein Eingreifen Schwabe noch retten und auch ein Pogrom gegen die jüdische Gemeinde verhindern, doch für Lévy kam jede Hilfe zu spät. Er wurde am 17. Januar 1670 in Metz auf dem Scheiterhaufen öffentlich verbrannt.

## Nachwirkung
Der königliche Staatsrat untersagte den lokalen Behörden die Bestrafung Schwabes. Ludwig XIV. selbst verbot allgemein jeden weiteren Ritualmordprozess und untersagte sogar den bloßen Glauben an eine entsprechende Anschuldigung. Der Justizmord zeigt jedoch, dass sich die Ritualmordlegende als Instrument christlich motivierten Judenhasses in Frankreich auch über den Beginn der Neuzeit hielt. Klerikal-reaktionäre Kreise machten dort die Juden für die im Zuge der Aufklärung fortschreitende Trennung von Kirche und Staat verantwortlich und schreckten vor kaum einer Verleumdung zurück. Noch in der Dreyfus-Affäre warf die klerikale Zeitung La Croix dem Angeklagten vor, dass die Juden nun die christliche Seele Frankreichs durch ihre angeblich radikale säkular-antikatholische Agenda ebenso zerstören würden, wie sie früher kleine Christenkinder ermordet hätten. Glatigny, die Heimatgemeinde des angeblichen Opfers Levys, verbot allen Juden das Betreten des Ortes und hob diesen 344 Jahre strikt eingehaltenen Bann erst 2014 auf.